# Фролов, Пётр Николаевич
Пётр Николаевич Фролов (1790—1863) — генерал от инфантерии, участник Кавказской войны, член Военного совета.

## Биография
Происходил из дворян Рязанской губернии, родился в 1790 году. Образование получил во 2-м кадетском корпусе (по другим данным — в Дворянском полку), из которого выпущен 22 ноября 1807 года прапорщиком в 21-й егерский полк. В 1810 году произведён в подпоручики и в 1812 году — в поручики.
Во время Отечественной войны 1812 года Фролов находился в действующей армии и принимал участие в сражениях под Островно и Смоленском, за Бородино он получил орден св. Владимира 4-й степени с бантом. За отличия при Тарутине и под Малоярославцем ему 13 февраля 1813 года была пожалована золотая шпага с надписью «За храбрость». Затем он был в делах под Вязьмой и Красным.
Переведённый в 1813 году в Таврический гренадерский полк Фролов принял участие в Заграничном походе и за отличие в сражении при Люцене получил чин штабс-капитана. Затем он служил в 20-м егерском полку, был в делах при Кульме и Лейпциге, в последнем сражении был ранен ружейной пулей, которая прошла через левую сторону груди сквозь лёгкие и оцарапав сердце и перебив два ребра вышла наружу. За отличие в Битве народов Фролов получил чин капитана и прусский орден «Pour le Mérite». В 1814 году Фролов находился при блокаде крепости Линдау и завершил поход под стенами Парижа.
В 1815 году Фролов был зачислен в лейб-гвардии Семёновский полк с назначением адъютантом к генерал-лейтенанту князю Шаховскому. В 1816 году получил чин полковника и 25 июля того же года был назначен командиром Селенгинского пехотного полка. С 4 марта 1820 года командовал Киевским гренадерским полком.
1 января 1826 года Фролов был произведён в генерал-майоры и назначен командиром 3-й бригады 3-й гренадерской дивизии. С открытием в 1828 году кампании против турок Фролов получил назначение исполняющего дела начальника штаба резервных войск 2-й армии и участвовал в военных действиях на Дунае, за отличие под Силистрией награждён орденом св. Анны 1-й степени. В кампании следующего года Фролов с 18 января командовал 3-й бригадой 5-й пехотной дивизии, за сражение при Камчике он 6 декабря получил золотую шпагу с надписью «За храбрость» и алмазными украшениями. Затем он был при занятии Сливно и Адрианополя. 19 декабря 1829 года награждён орденом св. Георгия 4-й степени (№ 4307 по кавалерскому списку Григоровича — Степанова).
В 1830 году Фролов был переведён в войска Отдельного Кавказского корпуса, где получил в командование резервную гренадерскую бригаду, однако по прибытии в Грузию даже не успел вступить в должность, поскольку 1 июля был назначен начальником 22-й пехотной дивизии. В кампании 1831 года он с 17 февраля по 12 декабря командовал центром Кавказской линии и отличился в Закубанском походе, за что получил императорскую корону к ордену св. Анны 1-й степени. После этого Фролов командовал по 1 октября 1833 года Кубанской линией. В 1832 году Фролов сражался с горцами в Чегемском, Баксанском, Нальчикском и Черкесском ущельях.
6 декабря 1833 года Фролов был произведён в генерал-лейтенанты, с 30 марта 1834 года был командиром 21-й пехотной дивизии. С того же времени он был управляющим всеми Закавказскими провинциями.
В 1837 году Фролов отчислен от должности и оставил Кавказ, 3 апреля 1838 года был назначен инспектором учебных карабинерных полков. На этой должности он был удостоен ордена Белого орла. Во время Крымской войны Фролов был временным командующим войсками Санкт-Петербургского гарнизона. За отличия по проведению мероприятий по усилению столичного гарнизона Фролов 6 декабря 1856 года был награждён орденом св. Александра Невского. 28 ноября 1857 года произведён в генералы от инфантерии и назначен членом Военного совета.
Скончался 6 апреля 1863 года, похоронен на Пятницком кладбище в Москве.